# Corydalis taliensis
Espèce
Corydalis taliensis est une espèce de plantes de la famille des Papaveraceae.

## Liste des variétés
Selon Tropicos (26 janvier 2023) (attention liste brute contenant possiblement des synonymes) :
- Corydalis taliensis var. bulleyana (Diels) C.Y.Wu & H.Chuang
- Corydalis taliensis var. ecristata Hand.-Mazz.
- Corydalis taliensis var. potentillifolia C.Y.Wu & H.Chuang
- Corydalis taliensis var. siamensis (Craib) H.Chuang
- Corydalis taliensis var. taliensis